# Claudia Seraphica von Wolkenstein-Rodeneck

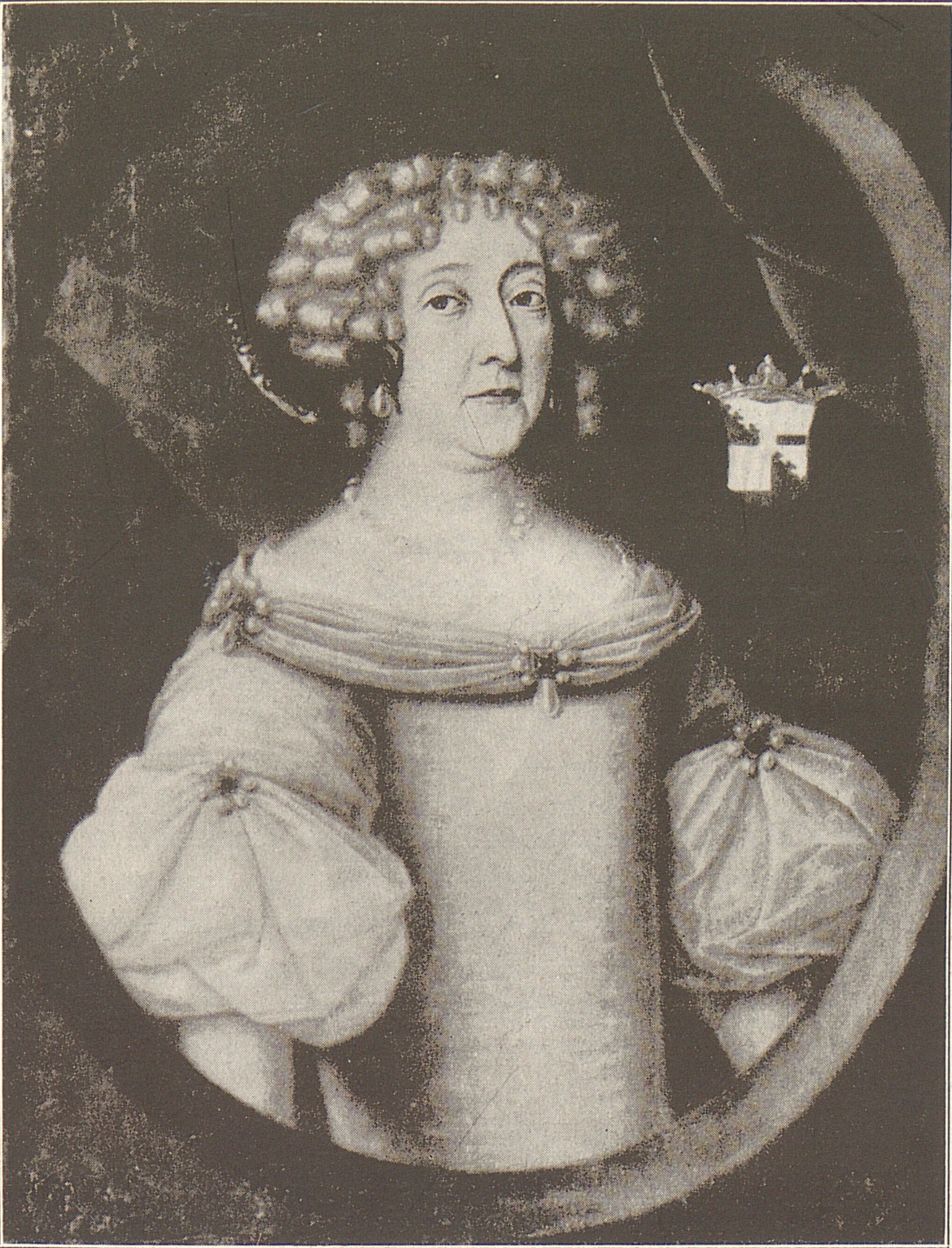
Claudia Seraphica von Wolkenstein-Rodeneck

Claudia Seraphica von Wolkenstein-Rodeneck (* 1625; † 21. Juli 1688 in Vreden) war Äbtissin im Stift Freckenhorst und im Stift Heerse.

## Leben

### Herkunft und Familie
Claudia Seraphica von Wolkenstein-Rodeneck wurde als Tochter des Grafen Fortunat von Wolkenstein-Rodeneck (1583–1660) und seiner Gemahlin Johanna Gräfin von Königsegg-Rothenfels geboren. Ihre Schwester Maria Elisabeth war, bevor sie 1681 Äbtissin in St. Ursula in Köln wurde, eine Zeit lang in Freckenhorst, wo sie Ambitionen auf das Amt der Äbtissin hatte. Ihre Schwester Johanna war Äbtissin in Norddeutschland.

### Werdegang und Wirken
Bevor Claudia Seraphica am 18. Oktober 1646 endgültig in den Besitz der Abtei Freckenhorst gelangte, gab es über ein Jahr lang Auseinandersetzungen zwischen den Bewerberinnen um das Amt der Äbtissin. Bei der Äbtissinnenwahl am 22. März 1645 erreichte Claudia Seraphica 9 Stimmen, während ihre Konkurrentin Agnes Maria von Limburg-Styrum 10 Stimmen auf sich vereinigen konnte. Claudias Anhänger protestierten gegen den Wahlausgang, denn nach ihrer Auffassung war die Wahl ungültig, weil Agnes Maria erst 12 Jahre alt, evangelischen Glaubens und ihre Herkunft nicht aus dem gräflichen Adel war. Drei Tage nach der Wahl „besetzte“ sie die Abtei, um die bischöfliche Bestätigung zu erzwingen. Tatsächlich unterzeichnete Kurfürst Ferdinand am 5. April 1645 die Provision, gegen die ihre Gegnerin offiziell Protest einlegte.
Papst Innozenz X. ernannte mit seiner Bulle vom 30. September 1645 den Nuntius Fabio Chigi, der sich aus Anlass der Verhandlungen zum Westfälischen Frieden in Münster aufhielt, und die Domdechanten von Münster und Köln zu seinen Kommissaren, um Claudia Seraphica in den Besitz der Abtei zu bringen. Nachdem sie den Glaubenseid mit der Treueerklärung gegenüber dem Papst geleistet und am 24. März 1646 die Wahlkapitulation unterschrieben hatte, war sie auch formal Äbtissin. Sie hatte in Freckenhorst zwar ihren Hauptwohnsitz, war aber immer wieder zwischendurch für längere Zeit an verschiedenen Orten, um ihre Residenzpflichten erfüllen zu können. So besaß sie neben St. Ursula in Köln auch in Vreden eine Präbende, wo am 1. Juli 1648 die Aufschwörung stattfand. Hier wurde sie auch Pröpstin, während sie im Sommer 1648 zur Äbtissin im Stift Heerse ernannt wurde. So war sie auch Küsterin im Reichsstift Essen. Sie setzte sich – trotz ihrer vielen Ämter – deutlich für die Verbesserung des Kirchenwesens ein. Fürstbischof von Galen war am 10. Oktober 1660 bei ihr zu Gast und hielt eine Firmung ab.
Claudia machte sich Verdienste um den Erhalt der Bausubstanz und der Ausstattung der Abtei. So wurde die Petrikapelle restauriert und es entstand ein neuer Marienaltar.
Sie liebte ein prächtige Hofhaltung, war gleichzeitig aber auch freigiebig. Im Jahre 1687 weilte sie in Vreden, wo sie im März 1688 schwer erkrankte und hier verstarb. Sie wurde in der Stiftskirche, wo sich auch ihr Epitaph befand, beigesetzt.
Sie hatte am 4. April 1688 in Vreden ihr Testament gemacht, was aber in Freckenhorst nicht bekannt war, so dass es zu Schwierigkeiten bei der Abwicklung des Erbes kam.
Claudia Seraphica war die letzte Äbtissin mit gräflicher Abstammung.

### Sonstiges
Während der Verhandlungen zum Westfälischen Frieden weilte ein Verwandter von Claudia, Georg Ulrich Graf von Wolkenstein-Rodeneck, als Gesandter des Hauses Österreich in Münster. Der Förderer von Claudia, Fabio Chigi, hat ihn sicher gut gekannt. Wolkenstein und seine Gesandtschaft wohnten übrigens im Stadthof von Heinrich II. von Droste-Hülshoff an der Kirche St. Lamberti (Münster).